# Fenol
Fenol, C6H5OH – organiczny związek chemiczny, najprostszy związek z grupy fenoli. Od alkoholi odróżnia go bezpośrednie połączenie grupy hydroksylowej z pierścieniem aromatycznym, co wpływa na właściwości związku – m.in. na wzrost właściwości kwasowych.

## Otrzymywanie
Najważniejszą metodą otrzymywania fenolu jest obecnie metoda kumenowa, ponadto otrzymuje się go przez utlenianie toluenu oraz w wyniku ekstrakcji ze smoły węglowej. Inne metody mają obecnie jedynie znaczenie historyczne; są to np.:
- katalizowana hydroliza chlorobenzenu w podwyższonej temperaturze,
- stapianie kwasu benzenosulfonowego lub jego soli z wodorotlenkiem sodu lub potasu i zakwaszanie powstałych fenolanów.

Światowa produkcja fenolu w 2006 roku była szacowana na poziomie ok. 6,5 mln ton rocznie.

## Właściwości
W temperaturze pokojowej czysty fenol jest bezbarwnym, krystalicznym ciałem stałym (pod wpływem powietrza i światła następuje częściowe utlenienie fenolu, w wyniku którego zmienia barwę na różową, brunatną lub czarną) o gęstości 1,07 g/cm³. Dobrze rozpuszcza się w rozpuszczalnikach organicznych i w wodnych roztworach mydeł (patrz lizol). W wodzie w temperaturze pokojowej rozpuszcza się umiarkowanie (w temp. 20 °C 8,2 g na 100 cm³ H2O), tworzy też roztwory wody w fenolu o stężeniu do ok. 28% (25 °C). Rozpuszczalność dla obu układów rośnie wraz z temperaturą i powyżej 68,8 °C obie substancje stają się mieszalne.
Wodne roztwory fenolu, w przeciwieństwie do obojętnych alkoholi, mają słabe właściwości kwasowe (stała dysocjacji Ka = 1,3·10−10). Fenol z mocnymi zasadami tworzy sole – fenolany. Jest to spowodowane efektem mezomerycznym stabilizującym anion fenolanowy C6H5O− dzięki delokalizacji ładunku ujemnego na pierścieniu aromatycznym fenolu:

## Historia
Po raz pierwszy został wydzielony ze smoły węglowej w 1832 r. przez chemika niemieckiego Friedliba Rungego. W 1867 r. sir Joseph Lister stwierdził jego właściwości odkażające.

### Nazwa
Rdzeń nazwy fen pochodzi od gr. φαίνω, faino („świecić”). Nazwę tę zaproponował francuski chemik Auguste Laurent dla grup funkcyjnych zawierających pierścień benzenowy ze względu na zawartość benzenu w gazie świetlnym. Nazwy fenol użył w 1843 r. francuski chemik Charles Gerhardt.

## Zastosowanie
Najważniejsze zastosowania fenolu to produkcja żywic fenolowo-formaldehydowych (np. bakelitu), leków (np. kwasu acetylosalicylowego), detergentów, herbicydów, fungicydów i barwników. Sam fenol był używany w roztworze wodnym jako środek bakteriobójczy (zobacz też lizol). Wodny roztwór fenolu, karbol, używany był do dezynfekcji pomieszczeń. Nazwa karbol była dawniej niekiedy stosowana również na określenie samego fenolu.

### Zastosowanie w medycynie
Był jednym z najwcześniej stosowanych środków przeciwbakteryjnych. W stężeniu 0,2% działa bakteriostatycznie, 1,3% grzybobójczo, powyżej 1% bakteriobójczo. Na salach operacyjnych stosowano urządzenia rozpylające fenol (karbol) w postaci mgły w celach antyseptycznych.
Współcześnie fenol (FP XI: Phenolum) oraz tzw. fenol płynny (FP IV: Phenolum liquefactum) ze względu na dużą toksyczność jest w lecznictwie wykorzystywany w ograniczonym zakresie. Ma bardzo niewielkie zastosowanie w dermatologii, w leczeniu niektórych chorób skóry w różnych zakresach stężeń. W Polsce są dopuszczone do obrotu preparaty zawierające nawet do 4% fenolu (np. w preparacie Pigmentum Castellani).
Stosowany jest również jako środek konserwujący preparatów leczniczych. Farmakopea Polska zaleca, aby maksymalne stężenie (jako środka konserwującego) nie przekraczało 0,1%, choć np. gotowy produkt leczniczy maść Posterisan forte zawiera go 0,3%.
Stosowany niekiedy jeszcze w stomatologii – w postaci płynnej pomocniczo jako antyseptyk w leczeniu endodontycznym (kanałowym) miazgi zębowej. W stomatologii stosowany jest też eutektyk fenolu z kamforą – kamfenol, zawierający do 30% fenolu.

## Zagrożenia
Fenol jest związkiem toksycznym. Działa bardzo niszcząco na błony śluzowe i drogi oddechowe. Może doprowadzić do obrzęku krtani, oskrzeli i płuc oraz do martwicy jamy ustnej i przewodu pokarmowego. Podobnie jak inne substancje żrące dostępne w gospodarstwach domowych, bywa przyczyną zatruć i oparzeń, zarówno przypadkowych, jak i dokonywanych w celach samobójczych.
Podczas II wojny światowej więźniów niektórych niemieckich obozów koncentracyjnych (np. Auschwitz-Birkenau, Buchenwald i Dachau) zabijano przez wstrzyknięcie fenolu bezpośrednio do komory serca. Tak zginęli między innymi: o. Maksymilian Kolbe, bp Michał Kozal, ks. Alojzy Andricki i Czesława Kwoka.